# Ilha do Pavão

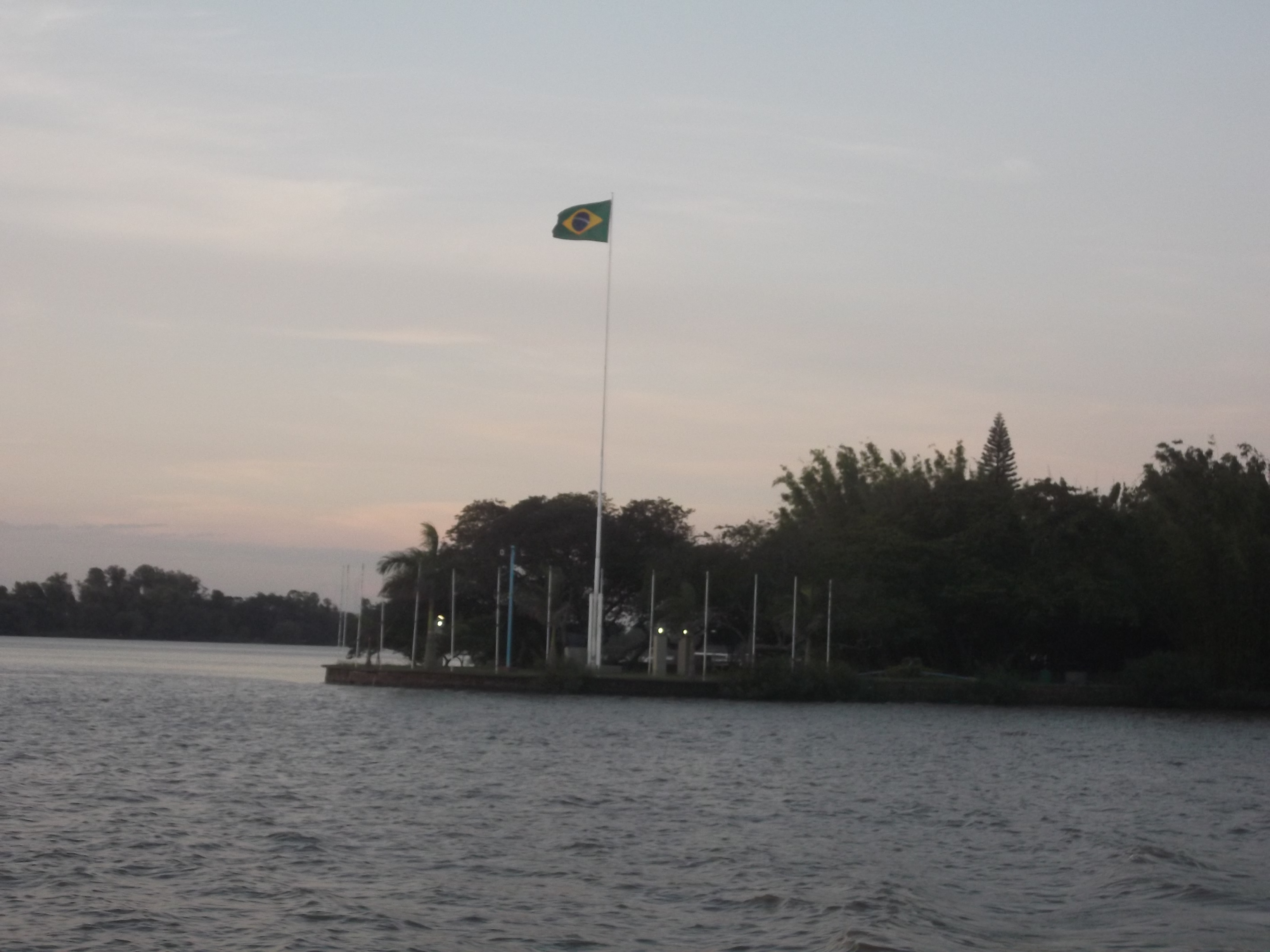
Ilha do Pavão, Arquipélago, Porto Alegre, Brasil

A Ilha do Pavão é uma ilha localizada entre as cidades de Porto Alegre e Guaíba, no estado do Rio Grande do Sul.
É uma das 16 ilhas que formam o Delta do Jacuí, e nela se localiza uma das sedes do Grêmio Náutico União, um dos clubes mais tradicionais do estado.
Ao oeste da ilha há uma raia de Remo, onde ocorrem provas regionais, nacionais e internacionais.
Apesar de a ilha ser cortada pela BR-116 e BR-290, não é possível chegar à sede do clube de carro, mas apenas de barco. É que entre a rodovia e o clube há um imenso pântano, que impossibilita a construção de uma estrada. A travessia é feita de barca, que leva e traz os sócios do clube de hora em hora.

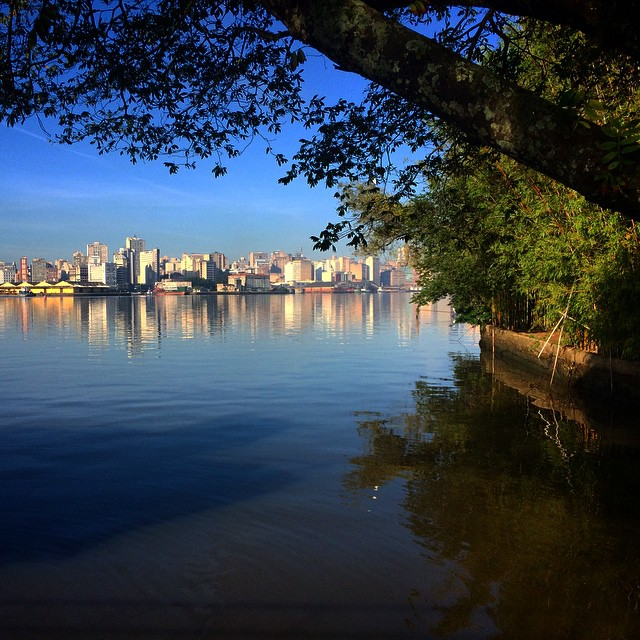
Vista do centro histórico da cidade de Porto Alegre a partir do sul da Ilha do Pavão, no Delta do Jacuí.